# Пастома
Пастома — деревня в составе Дмитриевского сельского поселения Галичского района Костромской области России.

## География
Деревня расположена у одноимённой реки.

## История
Согласно Спискам населённых мест Российской империи в 1872 году деревня относилась к 1 стану Галичского уезда Костромской губернии. В ней числилось 8 дворов, проживали 31 мужчина и 41 женщина.
Согласно переписи населения 1897 года в деревне проживало 66 человек (30 мужчин и 36 женщин).
Согласно Списку населённых мест Костромской губернии в 1907 году деревня относилась к Холмовской волости Галичского уезда Костромской губернии. По сведениям волостного правления за 1907 год в ней числилось 16 крестьянских дворов и 91 житель. В деревне имелся кирпичный завод. Основными занятиями жителей деревни были малярный промысел и сельскохозяйственные работы.
До муниципальной реформы 2010 года деревня входила в состав Пронинского сельского поселения.

## Население
| 2008 | 2010 | 2012 | 2014 |
| ---- | ---- | ---- | ---- |
| 0    | →0   | →0   | →0   |